# Pachypanchax varatraza
Pachypanchax varatraza (madagassisch Varatraza - Ostwind) ist ein bedrohter Fisch auf Madagaskar. Sein Name spielt auf die unerwartete Präsenz der Art an Osthängen des Tsaratanana-Massivs an.

## Verbreitung und Lebensraum
Der Süßwasserfisch bewohnt von Regenwald beschattete, pflanzenarme Fließgewässer in den Flussgebieten des Menambery, Fanambana und des Ampanobe im Nordosten Madagaskars. Seine heimatlichen Gewässer sich schwach sauer, relativ weich und weisen einen nur geringen Leitwert auf.

## Erscheinung

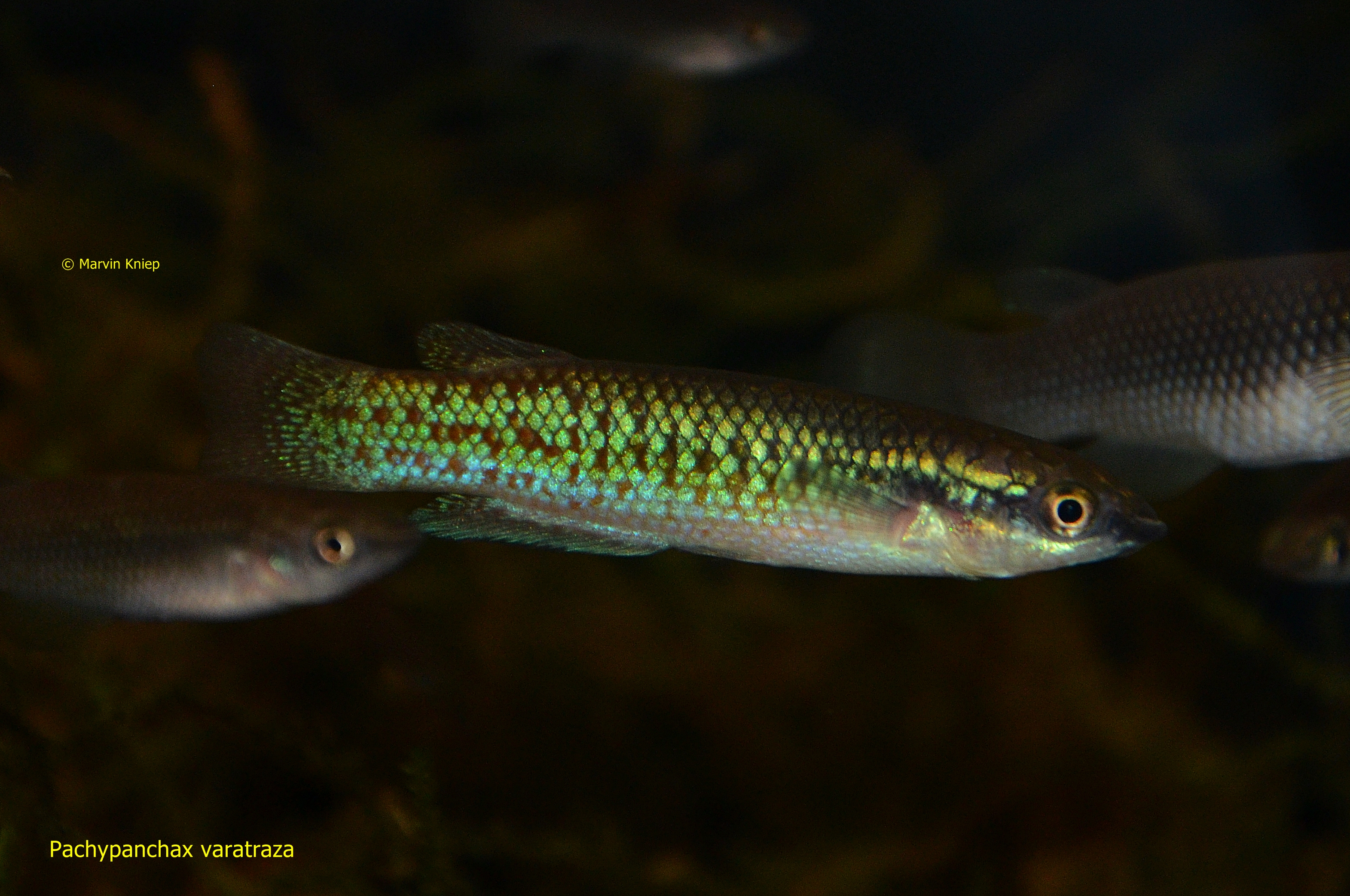
Männchen der blauen Morphe

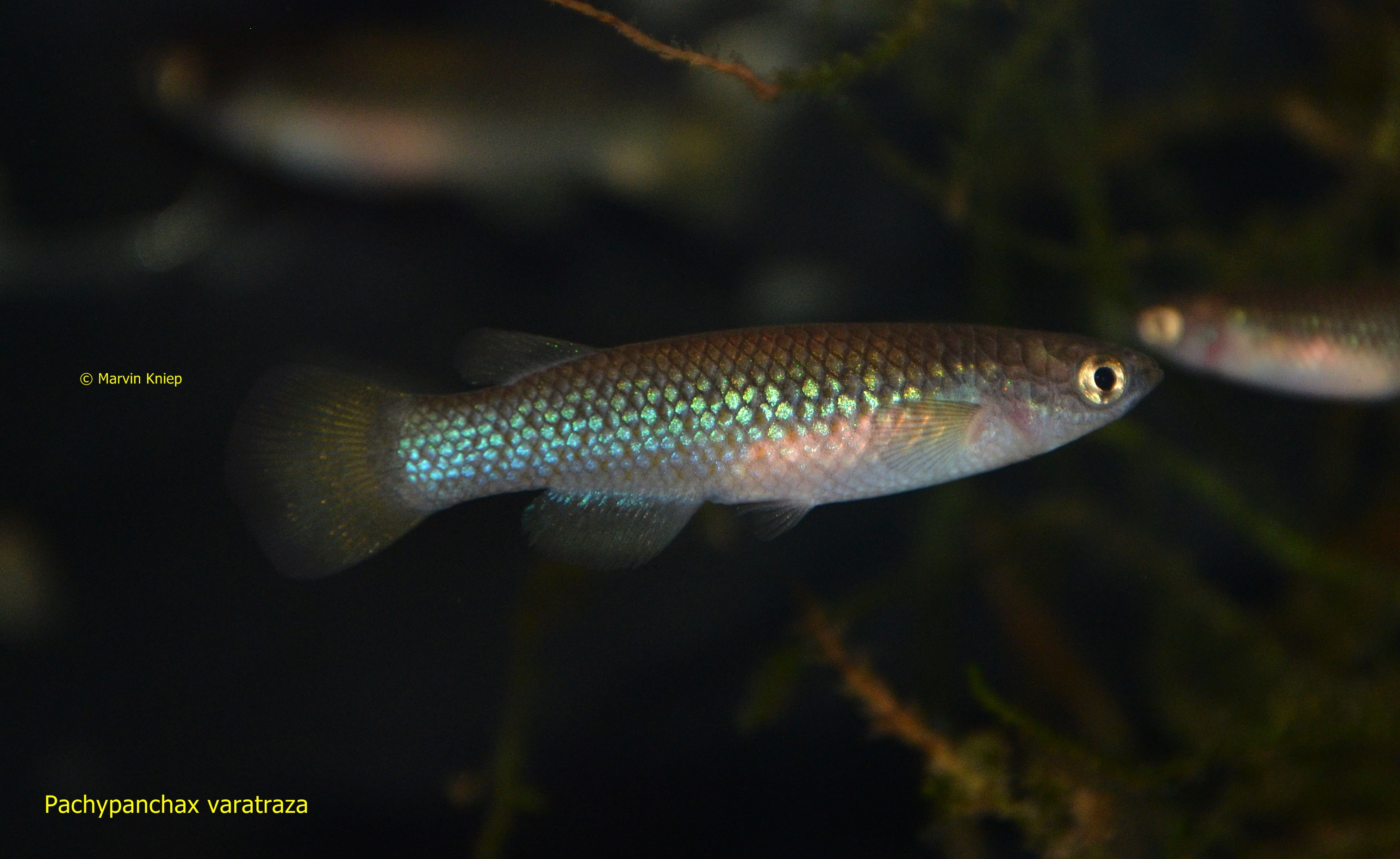
Weibchen

Der robuste Fisch kann eine Standardlänge von acht Zentimeter erreichen und gehört damit zu den größeren Vertretern der Gattung Pachypanchax. Sein Erscheinungsbild entspricht dem typischen Habitus dieser Gruppe. Die weit hinten stehende Rückenflosse beginnt über dem Ansatz des neunten und zehnten Strahls der Afterflosse. Sie trägt im hinteren Drittel ein Muster kleiner Punkte. Ausgehend von Flossenansatz zeigen die ersten zwei Drittel der Schwanzflosse ebenfalls ein Muster feiner dunkler Punkte. Die Brustflossen sind mit etwa 13,4 Prozent der Standardlänge die im Verhältnis kleinsten unter den Pachypanchax-Arten. Der erste Kiemenbogen trägt zehn bis zwölf Kiemenreusenfortsätze. Es existieren, nur über die männlichen Tiere ausgeprägt, eine grüne und eine rote Farbform. Die Schuppen der grünen Variante zeigen in der hinteren Körperhälfte rostig- bis kastanienbraune Ecken, wobei deren Größe und Intensität populationsabhängig ist. Die Zeichnung weiblicher Individuen ist weniger deutlich ausgeprägt als die ihrer männlichen Artgenossen. P. varatraza trägt 30 bis 32 Schuppen entlang der Seitenlinie (SL).
Flossenformel:
- Dorsale II-IV/8-11
- Anale II-III/14-17
- Pectorale 14-16
- Ventrale I/5

## Lebensweise
P. varatraza findet seine Nahrung sowohl an der Wasseroberfläche wie auch auf dem Gewässergrund. Er ernährt sich vorwiegend von Anflugnahrung und im Wasser lebenden Insekten- und Insektenlarven. Ihm selbst stellen wahrscheinlich der Madagaskarzwergfischer (Alcedo vintsioides) und eine große Grundel, Glossogobius giuris, nach. Die Fortpflanzungsphase ist vermutlich recht ausgedehnt und dauert die gesamte Regenzeit an.

## Status
In mehreren Teilen seines ursprünglichen Verbreitungsgebietes sind die Bestände von P. varatraza inzwischen erloschen. Eine große Bedrohung geht von dem 1978 in Madagaskar eingeführten Schlangenkopffisch Channa maculata aus. Dieser Neozoon hat die einheimische Art in den Unterläufen von Menambery, Fanambana und Ampanobe bereits ausgerottet. Erhebliche Probleme verursacht die Zerstörung des Regenwaldes, durch die damit verbundene Störung des Wasserhaushalts führen viele Nebenflüsse des Menambery nicht mehr ganzjährig Wasser und fallen damit als geeigneter Lebensraum aus. Das Wassereinzugsgebiet des Fanambana ist noch nicht im gleichen Ausmaß von Abholzung betroffen, weshalb hier der Habitatverlust weniger stark ausgeprägt ist. Die Wasserversorgung des Ampanobe ist durch saisonal weniger stark schwankende Regenfälle und eine relativ intakte Bewaldung stabil. Eine eingeführte Gambusenart, Gambusia holbrooki, in seinem Mittel- und Oberlauf gibt allerdings Anlass zur Sorge, da sie einen hohen Fraßdruck auf Fischbrut ausübt. Die IUCN führt P. varatraza als endangered („stark gefährdet“).